# لويز ميريويذر
لويز ميريويذر (بالإنجليزية: Louise Meriwether)‏ (8 مايو 1923، هافرستراو في الولايات المتحدة)؛ كاتِبة مُتخصِّصة في أدب الأطفال، صحفية وروائية أمريكية.

## الجوائز
- الجوائز الأميركية للكتاب